# Дюваль-Ригби, Порша
Порша Дюваль-Ригби (англ. Portia Duval-Rigby; род. 3 сентября 1970 года, Таунсвилл, Квинсленд, Австралия) — австралийская фигуристка, специализировавшаяся в танцах на льду. С партнёром и мужем Фрэнсисом Ригби (поженились в 1997 году) дважды выигрывала чемпионат Австралии.

## Карьера
Начала кататься в 1984 году. Пару тренировали Хелен Ма и Светлана Ляпина. Высшими достижениями пары стало 12-е место на чемпионате четырёх континентов в 1999 и 2001 годах.
Прежним партнёром Ригби был Андрейс Лиепниекс, с которым она выступала на чемпионате мира среди юниоров в 1989 году, где пара заняла 18-е место.
Имеет степень магистра гражданского строительства.

## Спортивные достижения
с Фрэнсисом Ригби
| Событие                       | 1996-97 | 1997-98 | 1998-99 | 1999-00 | 2000-01 |
| ----------------------------- | ------- | ------- | ------- | ------- | ------- |
| Чемпионат мира                |         |         |         | 32      | 32      |
| Чемпионат четырёх континентов |         |         | 12      | 13      | 12      |
| Чемпионат Австралии           | 2       |         | 2       | 1       | 1       |
| Золотой конёк Загреба         |         |         | 9       | 9       |         |
| Karl Schäfer Memorial         |         |         |         | 9       |         |
| Nebelhorn Trophy              |         |         |         |         | 12      |
| Ondrej Nepela Memorial        |         |         |         | 7       |         |